# 더피
에이미 앤 더피(Aimée Ann Duffy, 1984년 6월 23일 ~ )는 더피(Duffy)라는 예명으로 알려진 영국의 뱅거에서 태어난 웨일스의 싱어송라이터, 배우이다. 2008년에 발표한 데뷔 음반 Rockferry는 영국 음반 차트 1위를 기록했으며, 168만 장 이상 팔리면서 2008년 영국에서 가장 많이 팔린 음반이 되었다. 또한 여러 국가에서 플래티넘 인증을 받았고, 세계적으로 700만 장 이상이 팔렸으며, 히트곡 "Mercy"와 "Warwick Avenue"를 만들어냈다. 특히 "Mercy" 1983년 보니 타일러가 발표한 "Total Eclipse of the Heart" 이후 이후 웨일스 출신 여성 가수로는 처음으로 영국 싱글 차트에서 1위를 차지했다.
2009년에는 Rockferry로 그래미상 최우수 팝 보컬 음반을 수상했고 그 외에도 51회 그래미상에서 2개 부문 후보에 올랐다. 또 2009년 브릿 어워드에서 신인상, 최우수 여성 솔로, 최우수 영국 음반상을 수상하며 3관왕을 차지했다.
2010년에는 두 번째 정규 음반 Endlessly 녹음을 마치고 11월 29일에 발매하였으며, 영화 《파타고니아》에 출연하며 배우로도 데뷔했다. 2011년 2월에는 세 번째 정규 음반 작업을 시작하기 전 휴식기를 가진다고 발표했다.

## 음반 목록
- Rockferry (2008)
- Endlessly (2010)

## 작품 목록
| 연도 | 제목                | 역할 | 비고                                     |
| ---- | ------------------- | ---- | ---------------------------------------- |
| 2008 | Saturday Night Live | 자신 | "안나 패리스/더피" (시즌 34, 에피소드 3) |
| 2010 | 《파타고니아》      | 씨시 | 영화 데뷔                                |